# James McCarthy
James McCarthy (født 12. november 1990 i Glasgow, Skotland) er en skotsk fodboldspiller, der spiller som central midtbanespiller for Premier League-klubben Everton F.C..

## Klubkarriere

### Hamilton Academical
Den 30. september 2006 fik McCarthy sin debut for klubben imod Queen of the South, hvor han dermed blev den yngste spiller til at spille for klubben.
Den 6. januar 2007 blev der skrevet historie i klubben, da McCarthy med sit mål mod Livingston FC blev den yngste spiller i klubbens historie til at score for klubben. Han var på dette tidspunkt 16 år og 55 dage.
I 2008-2009 sæsonen blev McCarthy årets skotske spiller.

### Wigan Athletic
Den 21. juli 2009 skiftede McCarthy til Wigan Athletic. Han blev købt for £1.2 millioner og skrev under på en 5-årig kontrakt.
Den 22. august 2009 fik McCarthy sin debut i 5-0 nederlaget mod Manchester United. Hans første mål for klubben faldt den 2. januar 2010 imod Hull City.
Efter en fremragende 2010/11 sæson, spillede McCarthy sig til en stamspiller på holdet. Han fornyede sin kontrakt i august 2011 hvor han skrev under på en ny 5-årig kontrakt.
Han spillede i alt 120 ligakampe for klubben, og scorede syv mål.

### Everton F.C.
Den 2. september 2013 blev det bekræftet, at McCarthy havde skrevet under på en langvarig kontrakt med Everton FC. Han kostede klubben £13 millioner.

## Landshold
McCarthy har (pr. 19. november 2013) spillet 22 kampe for Irlands landshold. Han fik sin debut for landsholdet den i februar 2010 imod Brasilien.
McCarthy har også repræsenteret Irland på ungdomsniveau.